# Professeur Mamlock (film, 1961)
Pour les articles homonymes, voir Professeur Mamlock.
Pour plus de détails, voir Fiche technique et Distribution.
Professeur Mamlock (Professor Mamlock) est un film dramatique est-allemand réalisé par Konrad Wolf et sorti en 1961.
Il s'agit d'une adaptation de la pièce éponyme (1934) de Friedrich Wolf, le père de réalisateur Konrad Wolf.

## Synopsis
Le professeur juif Hans Mamlock, directeur de la clinique chirurgicale d'une ville universitaire allemande, fête le Nouvel An 1932 avec sa famille et ses amis. Ses invités sont l'éditeur de journaux Dr Werner Seidel, le directeur de banque Schneider et le médecin-chef Dr Fritz Carlsen, avec lequel Mamlock a combattu sur le front pendant la Première Guerre mondiale et qui travaille désormais sous les ordres de Mamlock à la clinique. La femme de Mamlock, Ellen, et leur fille, Ruth, sont également présentes, seul leur fils Rolf manque à l'appel. Ce communiste convaincu se retrouve dans une bagarre avec des fascistes, au cours de laquelle l'un de ses amis est poignardé et hospitalisé à l'hôpital de Mamlock. Rolf arrive à la maison avec des blessures mineures, il doit les cacher à sa mère sur ordre de son père et participer à la fête. Le Dr Inge Ruoff apparaît pour informer Rolf de l'hospitalisation d'un de ses amis et Mamlock de la nécessité d'une opération. Pour la fête, le « rouge » Rolf donne un baiser d'amitié à la « brune » Inge. Inge compte, aux côtés du Dr Hellpach, parmi les nationaux-socialistes convaincus de la clinique.
L'ami de Rolf sait que son dossier médical, qui mentionne une blessure contractée pour des raisons politiques, peut le conduire en prison. Simon, l'infirmier juif, et le Dr Carlsen expriment donc eux aussi des doutes et Mamlock finit par inscrire « accident de la Saint-Sylvestre » dans le dossier comme motif de la blessure. Cela provoque notamment l'irritation du Dr Hellpach. De son côté, Mamlock précise que son action ne signifie pas qu'il ne respecte pas les droits et les lois du pays. Il ne veut pas s'engager politiquement. Même dans sa clinique, Mamlock ne veut voir à l'avenir que des médecins et des malades et interdit les discussions politiques.
Adolf Hitler est nommé chancelier du Reich. Peu après, le Reichstag brûle et les communistes sont tenus pour responsables. Ruth appelle les coupables « tes gens » devant son frère Rolf. Comme son père, elle se considère comme intellectuelle et donc en dehors du débat politique. De son côté, Mamlock veut que Rolf ne s'engage plus en politique et le somme de choisir entre sa famille ou le communisme. Rolf quitte alors la villa familiale. L'éditeur Seidel avertit Mamlock que les militants politiques et les juifs seront arrêtés. Il conseille à Mamlock de se cacher quelque temps, mais celui-ci refuse. Peu de temps après, il lui est interdit de travailler à la clinique. Mamlock espère obtenir le soutien du banquier Schneider, qui prend fait et cause pour Mamlock. Mais il lui conseille également de faire preuve de prudence pour quelque temps, et que dans quelques semaines, l'agitation sera terminée et tout redeviendra comme avant. Contraint à l'inaction, Mamlock passe les semaines suivantes chez lui. La loi d'habilitation entre en vigueur, début avril, qui formalise l'interdiction faite aux juifs de travailler dans les institutions publiques. Le nouveau directeur provisoire de la clinique est le Dr Hellpach, un membre des SA. Il présente l'état de la clinique sous la direction de Mamlock comme catastrophique et licencie tous les médecins juifs, dont le Dr Hirsch et le professeur Mamlock. Hirsch veut quitter l'Allemagne, ce que Mamlock considère comme de la lâcheté. Lorsque sa fille Ruth revient de l'école avec une étoile de David dessinée sur ses vêtements et raconte, perturbée, qu'elle a été chassée par ses camarades, Mamlock l'accuse de mentir et veut aller à l'école avec elle. Son refus est également considéré comme de la lâcheté à ses yeux.
Des articles de presse sont rédigés contre Mamlock et Werner Seidel, craignant pour son existence, ne veut pas faire imprimer de droit de réponse. Les communistes, en revanche, distribuent des tracts sur lesquels le nom de Mamlock est blanchi. Mamlock lui-même se rend à sa clinique en tenue de médecin et se fait arrêter à l'instigation du Dr Hellpach. Avec le mot « juif » sur sa blouse blanche de médecin, Mamlock est emmené par des SA à travers les rues et une fête de carnaval jusqu'à sa maison. C'est là que Ruth se présente devant son père. Chez Mamlock, Ernst, un ami de Rolf, est également arrivé pour déposer des tracts pour ce dernier. De son côté, Rolf voit la parade qu'est faite de son père depuis la rue et se précipite dans la maison de ses parents. Les indicateurs qui l'attendent devant sa maison reconnaissent en lui un communiste recherché. Ernst échange ses vêtements avec Rolf et s'enfuit de la maison à sa place. Il est pris pour Rolf et arrêté. Peu après, il est défenestré par le Sturmbannführer SA lors d'un interrogatoire et meurt.
Ellen est témoin de l'arrestation d'Ernst depuis sa fenêtre et pense que Rolf a été arrêté. Elle est victime d'un infarctus et Rolf appelle la clinique chirurgicale en demandant une ambulance. Un employé de l'hôpital pense avoir reconnu Rolf au téléphone et le Dr Hellpach veut l'arrêter lui-même dans la villa. La porte s'ouvre cependant sur le Dr Inge Ruoff, arrivée pour les premiers soins d'Ellen et qui prétend avoir elle-même répondu à l'appel d'urgence de la villa Mamlock et ne rien savoir de Rolf. Peu de temps après, elle aide Rolf, déguisé en infirmier, à transporter Ellen à la clinique pour qu'elle puisse s'échapper.
Le banquier Schneider est admis à la clinique chirurgicale pour une opération urgente de la vésicule biliaire. Il insiste pour que Mamlock soit le médecin opérant et le Dr Hellpach accepte. Mamlock, qui fait ses bagages pour s'enfuir à l'étranger aux frais de sa femme et de son fils, peut à nouveau pratiquer la médecine. Une loi qui autorise les Juifs « ayant fait leurs preuves au front » à travailler dans les institutions publiques n'y est pas pour rien. Mamlock est accueilli à bras ouverts à la clinique par la plupart des gens. Il croit que tout est comme avant, mais juste avant l'opération du banquier Schneider, il doit signer une liste de trois employés juifs qui, n'étant pas sur le front, doivent être immédiatement licenciés. En signe de protestation, il inscrit également son nom sur la liste. Le Dr Hellpach rédige alors un procès-verbal qui contient, entre autres, la phrase selon laquelle les employés de l'hôpital refusent de continuer à travailler avec Mamlock. À contrecœur, toutes les personnes présentes signent le protocole, y compris le Dr Werner Seidel et le Dr Fritz Carlsen. Seule le Dr Inge Ruoff refuse de signer. Mamlock est laissé seul avec le procès-verbal qu'il doit également signer. Il déchire le protocole et se tue ensuite avec son pistolet datant de la Première Guerre mondiale. Mourant, il avertit le Dr Ruoff que ce n'est que sa façon de résister. Elle devrait oser une autre voie et saluer Rolf au passage. Lorsque le Dr Hellpach veut consigner les événements dans un nouveau procès-verbal, Ruoff explique que ce n'est pas nécessaire, car personne n'oubliera ces événements.

## Fiche technique
- Titre français : Professeur Mamlock[1]
- Titre original allemand : Professor Mamlock[2]
- Réalisation : Konrad Wolf
- Scénario : Karl Georg Egel (de), d'après la pièce de théâtre de Friedrich Wolf
- Photographie : Werner Bergmann (de), Günter Ost (de)
- Montage : Christa Wernicke
- Musique : Hans-Dieter Hosalla (de)
- Production : Hans-Joachim Funk
- Sociétés de production : Deutsche Film AG, KAG „Heinrich Greif“
- Format : Noir et blanc - 1,37:1 - Son mono - 35 mm
- Pays de production :  Allemagne de l'Est
- Langue originale : allemand
- Genre : Drame
- Durée : 100 minutes
- Dates de sortie : 
  - Allemagne de l'Est : 17 mai 1961

## Distribution
- Wolfgang Heinz : Professeur Hans Mamlock
- Ursula Burg (de) : Ellen Mamlock
- Hilmar Thate : Rolf Mamlock
- Lissy Tempelhof (de) : Dr Inge Ruoff
- Doris Abeßer : Ruth Mamlock
- Ulrich Thein (de) : Ernst
- Harald Halgardt (de) : Dr Hellpach
- Herwart Grosse (de) : Médecin-chef Dr. Fritz Carlsen
- Peter Sturm (de) : Dr Hirsch
- Franz Kutschera (de) : Dr Werner Seidel
- Kurt Jung-Alsen : Schneider, banquier
- Günter Naumann (de) : Kurt Walter
- Agnes Kraus (de) : Sœur Hedwig
- Günther Grabbert (de) : Simon
- Manfred Krug : SA-Sturmbannführer
- Hans Flössel (de) : Maître imprimeur
- Hans Teuscher (de) : SA infirmier
- Johannes Maus (de) : SA interrogateur
- Bruno Carstens (de) : Patient
- Marianne Daudert : Mère du petit Kurt
- Greti Emmer : Marionnettes des Funken
- Sonja Voigt-Haas : Princesse du carnaval
- Horst Giesen : Prince du Carnaval
- Ellen Weber (de) : Femme à la porte
- Walter E. Fuß (de) : Mamlock en jeune homme
- Gisela Graupner (de) : Patiente
- Heide Kipp (de) : Patiente

## Production
Le dramaturge Friedrich Wolf avait écrit la pièce Professeur Mamlock en 1933, alors qu'il était en exil en France. Dès 1938, elle est adaptée au cinéma en Union soviétique par Adolf Minkine et Herbert Rappaport. Le fils de Wolf, Konrad Wolf, a réalisé la deuxième adaptation cinématographique de 1960 à 1961. Wolf était alors dans une impasse cinématographique. Son film précédent, Chercheurs de soleil, avait été interdit en 1958 et sa dernière œuvre en date, Ceux qui ont des ailes (de), avait été rejetée par le public et la critique en 1960. Avec Professeur Mamlock, il tenta alors de « maintenir la qualité et la rigueur ». Les critiques estimaient en outre que le film était une « preuve d'amour envers son père ».
Le rôle principal du professeur Mamlock est tenu par Wolfgang Heinz qui, en raison de ses origines juives, s'était d'abord réfugié en Autriche en 1933, puis en Suisse. Heinz avait déjà interprété le rôle du professeur Mamlock en 1959 lors d'une mise en scène au Kammerspiele de Berlin. Il était accompagné, comme dans l'adaptation cinématographique, par Ursula Burg dans le rôle d'Ellen Mamlock. Les critiques considèrent l'interprétation cinématographique du professeur Mamlock par Heinz comme « sa prestation la plus importante devant la caméra ».
Outre la musique du film de Hans-Dieter Hosalla, on peut entendre des extraits du dernier mouvement de la 9e symphonie de Ludwig van Beethoven.
Willi Brückner est responsable de la dramaturgie.

## Exploitation
Professeur Mamlock est sorti en avant-première le 17 mai 1961 au cinéma Colosseum de Berlin. Il est sorti nationalement deux jours plus tard dans les cinémas de la RDA ; environ 940 000 spectateurs ont vu le film. Il a été diffusé pour la première fois le 25 janvier 1963 sur Deutscher Fernsehfunk 1 en Allemagne de l'Est et le 22 octobre 1971 sur Hessischer Rundfunk en Allemagne de l'Ouest.
« Wolfs Version ist geprägt von bemerkenswerten darstellerischen Leistungen und einem nüchternen Realismus, der auf pathetische Effekte ganz verzichtet und die Atmosphäre jener Zeit überzeugend einfängt »
— Dieter Krusche

« La version de Wolf est marquée par des interprétations remarquables et un réalisme sobre, qui renonce totalement aux effets mélodramatiques et capte de manière convaincante l'ambiance de l'époque. »

### Distinctions
En 1961, le film a reçu une médaille d'or au IIe Festival international du film de Moscou et y est nommé pour le Grand Prix. Lors du IIe Festival international du film de New Delhi, le film a reçu la Fleur de lotus d'argent en 1961.